# نقطه فروپاشی (فیلم ۱۹۲۴)
نقطه فروپاشی (انگلیسی: The Breaking Point) یک فیلم در ژانر معمایی به کارگردانی هربرت برنون است که در سال ۱۹۲۴ منتشر شد. از بازیگران آن می‌توان به نیتا نالدی، پتسی روت میلر، جورج فاست، مت مور، ادیث چپمن اشاره کرد.